# Josep Caminal i Badia
Josep Caminal i Badia (Barcelona, 1950) és un directiu i polític català, director general del Gran Teatre del Liceu des del 1993 fins al 2005, i director general de presidència del Grup Godó des del 2005 fins a febrer de 2019.
Ha ocupat càrrecs com el de director general d'Administració Local, director general de la Corporació Catalana de Ràdio i Televisió, regidor de l'Ajuntament de Barcelona, directiu del FC Barcelona i secretari d'organització de Convergència Democràtica de Catalunya, on estava alineat amb l'anomenat sector roquista a l'entorn de Miquel Roca i Junyent.
El març del 1993 va ser nomenat director general del Gran Teatre del Liceu, càrrec que va mantenir fins al 2005. Fou impulsor de la modernització tècnica del teatre i l'aposta per noves tecnologies i per noves formes de difusió de l'òpera. Caminal va viure en primera línia l'incendi que el 31 de gener del 1994 va destruir el teatre i gestionà la reconstrucció fins a la reobertura, el 7 d'octubre del 1999. El febrer del 1997, quan quatre treballadors del Liceu van ser imputats per l'incendi, Caminal va presentar la seva renúncia. La dimissió no es va fer efectiva fins al gener del 2000, amb el teatre ja reconstruït, però el maig següent les administracions el van ratificar en el càrrec. El 2005 acceptà una oferta del Grup Godó, i Rosa Cullell fou nomenada directora del Liceu.
Caminal ha estat gerent del Consorci del Palau de la Música Catalana i del Col·legi de Metges i va tenir un fugaç pas, el 2001, com a conseller delegat del Fòrum 2004.
Durant setze anys, de 2005 a febrer de 2019 ha estat director general de presidència del Grup Godó.